# Johann Abraham von Hallwil

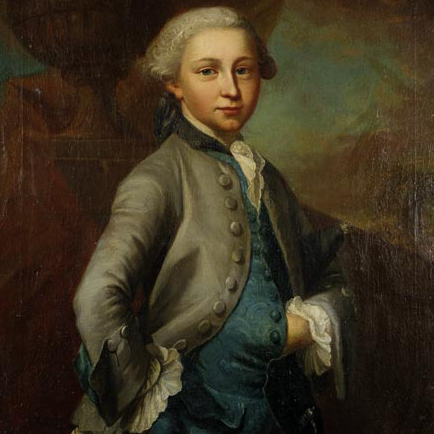
Johann Abraham von Hallwil mit 14 Jahren

Johann Abraham von Hallwil (* 3. September 1746 auf Schloss Hallwyl in Seengen; † 17. November 1779 ebenda) war ein Schweizer Offizier und Schlossherr.

## Leben
Abraham von Hallwil stammte aus dem (verarmten) aargauischen Geschlecht der Hallwyl. Erst seinem Vater Johannes von Hallwyl (1688–1753) war es gelungen, die sogenannten Stammgüter zurückzugewinnen, u. a. durch eine vorteilhafte Heirat mit Elisabeth Bernhardine von Diesbach, Tochter des Franz Ludwig von Diesbach, Herrn zu Liebistorf.
Johann Abraham wurde 1753 zur Erziehung zu dem Geleitsherrn Johann Heinrich Frey in Brugg gegeben. Von 1762 bis 1766 stand er im Schweizer Regiment von Ernst in französischem Militärdienst, wo er es im Mai 1764 bis zum Oberleutnant und im folgenden Jahr zum Capitain-Lieutenant brachte. 1766 aus dem Militärdienst ausgeschieden, unternahm er ausgedehnte Reisen und hielt sich in den folgenden Jahren teils in Seengen, teils in Bern auf. Am 26. August 1771 wurde er dort zum Hauptmann im 1. oberaargauischen Milizregiment gewählt. Mit der Frau des Hauptmanns in königlich sardinischen Diensten Alexander Zehender, Margarethe Zehender geborene Schmid, hatte er zwei uneheliche Töchter. Die erste wurde 1772 in Solothurn geboren, die zweite nach Margarethes Scheidung 1773 in England, wo sich damals auch Abraham aufhielt.
1773/74 besuchte er seine vermögenden Verwandten Franz Anton Graf von Hallweil (1702–1779) und dessen Gattin Maria Anna von Hallweil (1717–1784) im Hallwil-Palais in Wien (Singerstrasse 16) und schwängerte deren 15-jährige Tochter Franziska Romana, die er 1775 heiratete – unter abenteuerlichen und skandalösen Umständen, die Anlass zu diplomatischen Verwicklungen gaben. Aus dieser Ehe gingen die drei Söhne Johann (1776–1802), Franz (1777–1852) und Karl (1778–1827) hervor.
Abraham von Hallwil verwaltete in den Jahren 1776 bis 1779 die Hallwilschen Stammgüter, starb jedoch schon am 17. November 1779, einen Tag vor seiner Mutter.